# ماري باشكيرتسيف
ماري باشكيرتسيف (بالفرنسية: Marie Bashkirtseff)‏ رسامة أوكرانية

ولدت ماري باشكيرتسيف لعائلة أوستقراطية أوكرانية، وكانت تحمل الجنسية الروسية، غنى عائلتها أتاح لها المجال للسفر في مختلف انحاء أوربا مع أمها، وكذلك في الانتساب لمدرسة «أكاديمية جوليان» وهي واحدة من المدارس النادرة في ذلك الوقت، والتي كانت تقبل انتساب الإناث، وصدف وجود الفنان لويز بريسلاو في نفس المدرسة، والذي كانت تعتبره ماري منافسا وحيداً لها، ويعود لهذه التنافسية ربما الفضل في حث ماري على القيام بأهم أعمالها الفنية خلال فترة حياتها القصيرة، كلوحة «الاجتماع» والتي رسمت فيها أطفال الأحياء الفقيرة في باريس، ولسوء الحظ، تم تدمير قسم كبير من أعمالها الفنية خلال الحرب العالمية الثانية.

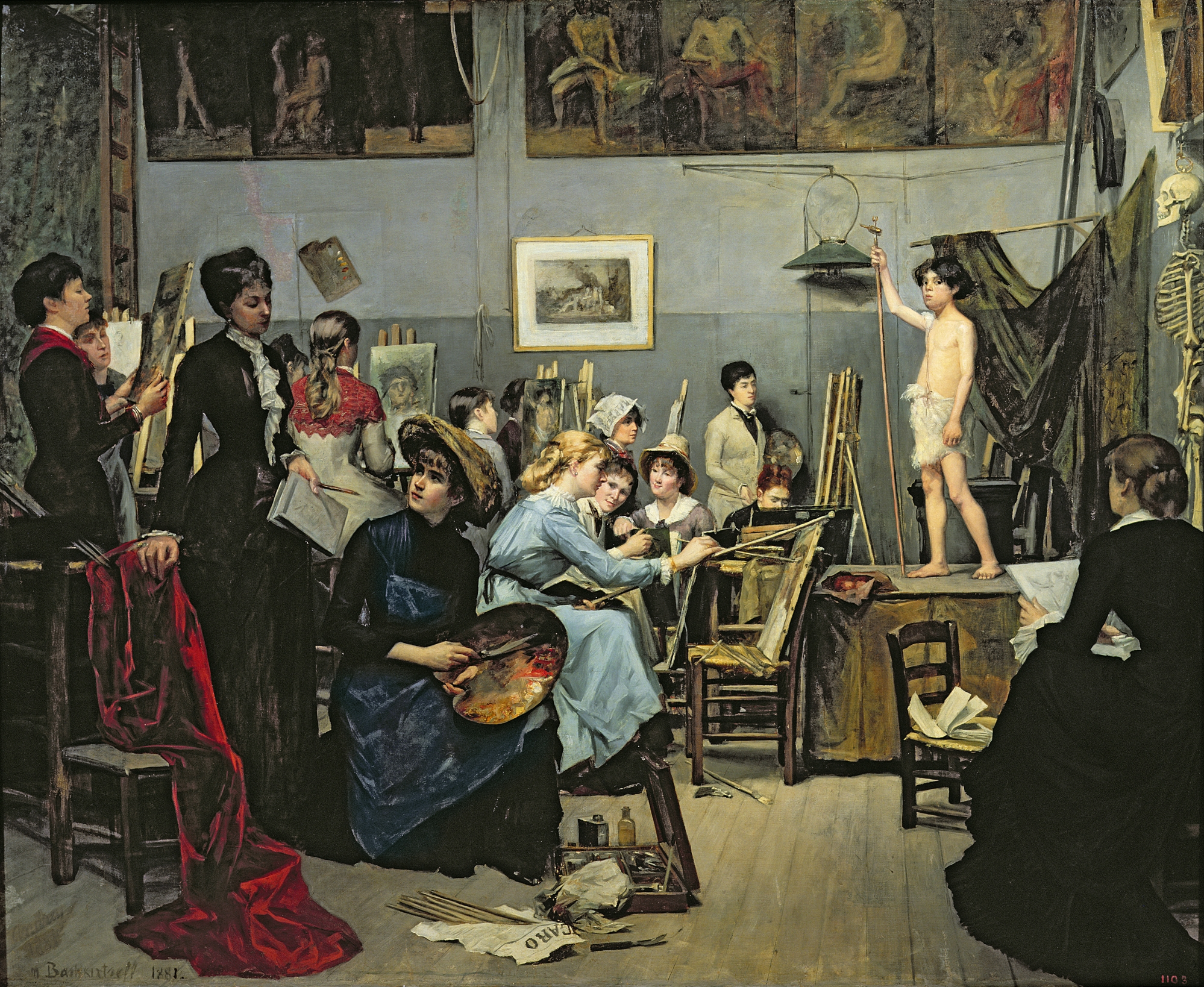
The Studioلماري باشكيرتسيف(1881). ماري تجلس في وسط اللوحة

كانت ماري تتابع إحدى المجلات منذ سن الثالثة عشرة، وبدأت لاحقاً التحرير فيها، حيث نشرت عدة مقالات لتكشف مساوئ البرجوازية وتدافع عن حقوق المرأة في التعليم، مذكراتها تحت الطباعة حالياً تحت عنوان «أنا أكثر الكتب إثارة للاهتمام».

## اكتشاف المذكرات
حتى وقت قريب كان الاعتقاد السائد أن تاريخ ولادة ماري باشكيرتسيف هو 1860 إلا أنه وبعد اكتشاف المخطوطة الأصلية في المكتبة الوطنية في باريس، تبين أن ميلادها كان في عام 1858، وأن مذكراتها تعرضت للتزوير من قبل عائلتها، وبالأخص أمها، وربما كان السبب تجنب الإحراج لكونها ولدت قبل أن يتزوج والديها بشكل رسمي. 

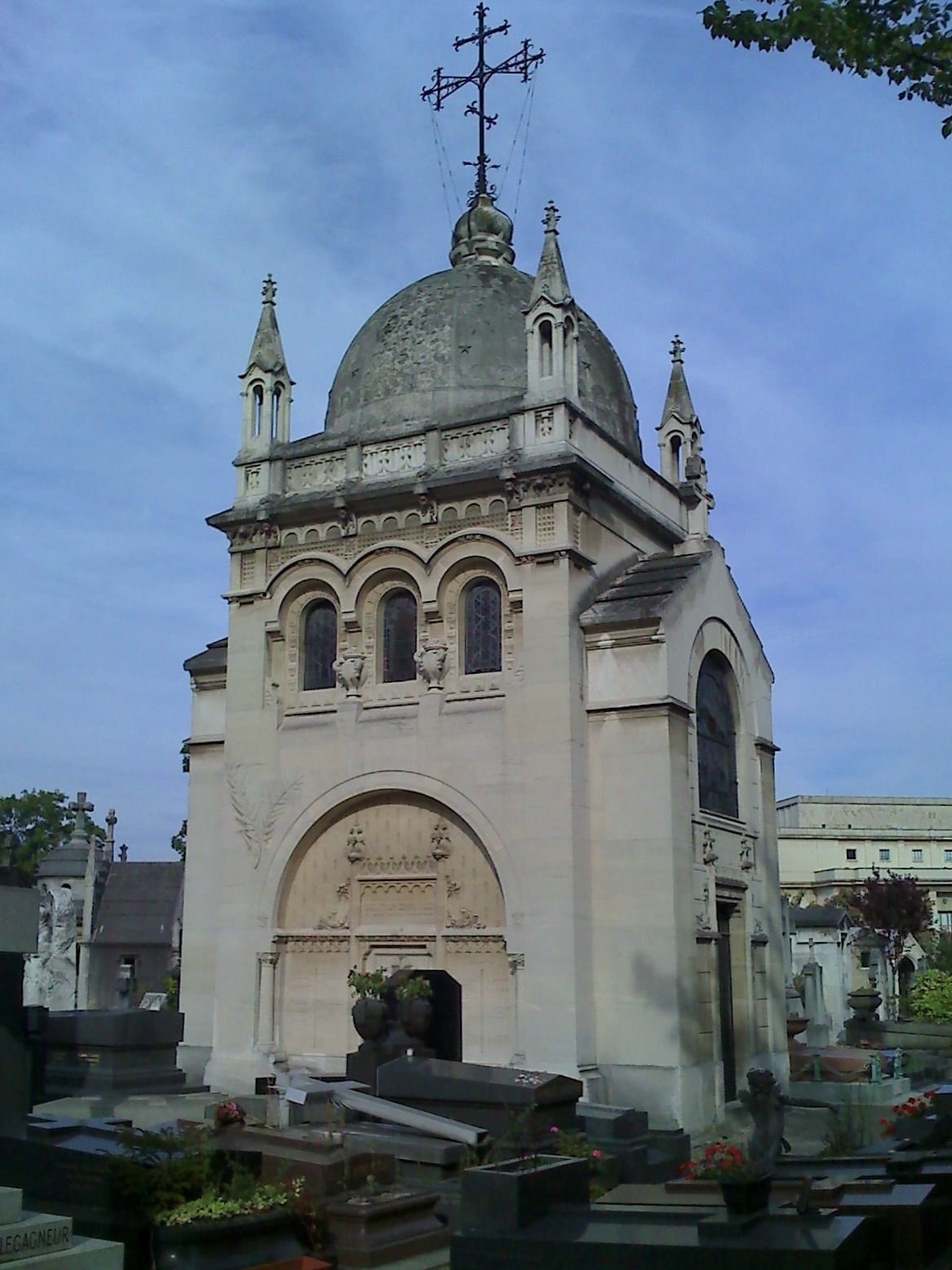
قبر ماري باشكيرتسيف

## أهم الأعمال الباقية
كما ذكرنا أن اغلب اعمالها قد دمرت خلال الحرب العالمية الثانية، ومن أهم ما بقي: لوحة الخريف، ولوحة «الاجتماع» حيث صورة أطفال الأحياء الفقيرة الباريسية، وكذلك لوحة شخصية لها رسمتها بنفسها.

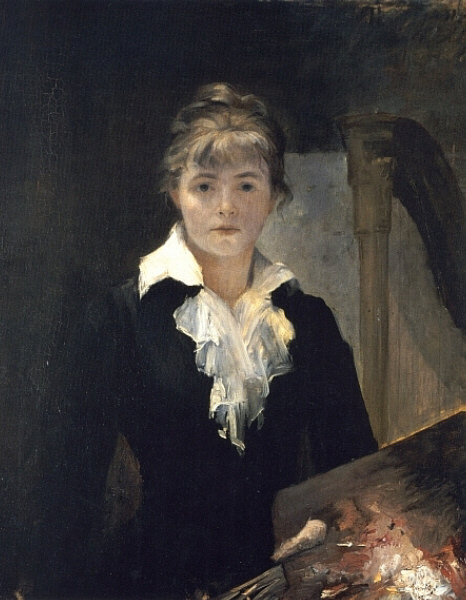
بورتريه ذاتي, 1880
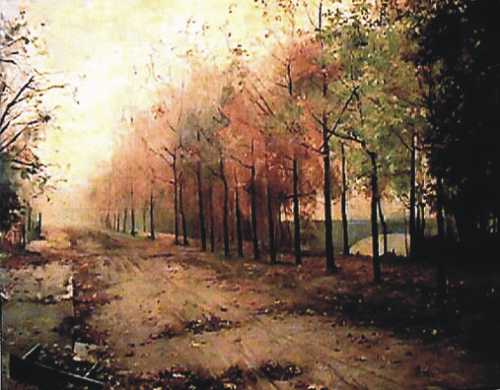
Autumn, 1883
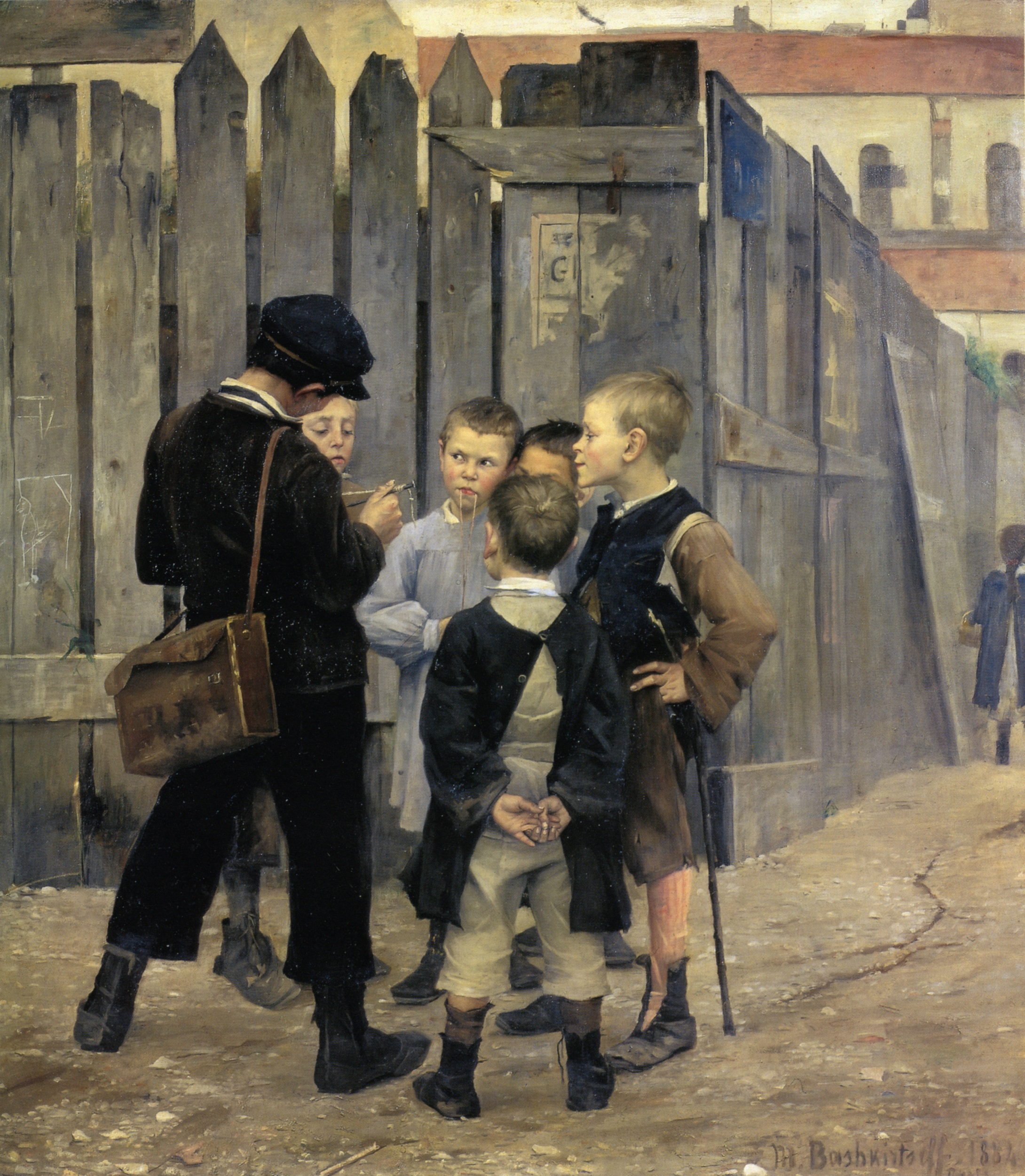
The Meeting, 1884

## روابط خارجية
- ماري باشكيرتسيف على موقع IMDb (الإنجليزية)
- ماري باشكيرتسيف على موقع الموسوعة البريطانية (الإنجليزية)
- ماري باشكيرتسيف على موقع أول موفي (الإنجليزية)
- ماري باشكيرتسيف على موقع ديسكوغز (الإنجليزية)
- ماري باشكيرتسيف على موقع كينوبويسك (الروسية)